# 庄内町文化創造館
庄内町文化創造館「響ホール」（しょうないまちぶんかそうぞうかん「ひびきホール」、Shōnai Town Hall of Creating Culture "Hibiki Hall"）は、山形県庄内町にある多目的ホール。1999年6月30日に竣工、1999年10月1日に開館した。庄内町教育委員会が管理と運営を行っている。

## 施設
- 1F～2F
  - 大ホール

客席数504席（固定席502席、車椅子席2席）、バルコニー席約60席。シューボックス型のホールで、音響を重視した設計となっている。当初コンサートホールとして設計されていたが、多目的な利用もできるよう、音響を重視しつつ機能性を持たせた設計となった。500名程の規模のホールではあるが残響がとても豊かであり、クラシック音楽のコンサートや録音等が多く行われている。バルコニー席には固定席はなく、客席にしたり照明機材設置場所にする等、公演によっての使い分けができる仕様となっている。
ホール備え付けのピアノの選定はピアニストの中村紘子が行った。
- 1F
  - 小ホール

定員約200名、面積234m2。円形ホールとなっており、固定席は設置されていない。
  - ホワイエ
  - 練習室（25m2）
  - 楽屋（73m2、25m2、10m2）
  - 主催者控室（75m2）
- 2F
  - 町民ギャラリー（416m2）
  - 研修室（42m2、94m2）
  - 喫茶コーナー（39m2）

## 計画・設計・建築施工
- 計画 - 余目町（現庄内町）
- 設計管理 - 山下設計東北支社
- 音響設計協力 - 永田音響設計
- 施工 - 東急建設・鶴岡建設JV

## 沿革
- 1999年6月30日 - 竣工
- 1999年10月1日 - 開館

## 所在地とアクセス
〒999-7781
山形県東田川郡庄内町余目字仲谷地280
- JR余目駅から車で約5分、徒歩で約20分
- 庄内空港から車で約20分
- 山形道 庄内空港IC・酒田ICから車で約20分
- 駐車場 189台（普通181台、身障者3台、バス5台）
- 駐輪場 50台